# Утакмице фудбалске репрезентације Мађарске 1908.
Фудбалска репрезентација Мађарске је током 1908. године одиграла четири утакмице. Први меч против Енглеске у Будимпешти завршен је поразом Мађарске од 7 : 0. Извојевана је победа против Чешке, победа и пораз од Аустрије.
Савезни капетан репрезентације:
- Ференц Штобе 15–17.
- Фриђеш Миндер 18.[note 1]

## Утакмице
| Мађарска                           | 5 : 2 (1 : 1) | Краљевина Бохемија |
| ---------------------------------- | ------------- | ------------------ |
| Шлосер 20’ 73’ · Карољ 78’ 86’ 87’ | Извештај      | Ј. Белка 28’ 74’   |

| Аустрија                                        | 4 : 0 (2 : 0) | Мађарска |
| ----------------------------------------------- | ------------- | -------- |
| Андреас 9’ · Кубик 22’ · Хусак 71’ · Р. Кон 84’ | Извештај      |          |

| Мађарска | 0 : 7 (0 : 4) | Енглеска                                                           |
| -------- | ------------- | ------------------------------------------------------------------ |
|          | Извештај      | Вудворд 13’ 48’ · Хилсдон 28’ 71’ · Виндриџ 30’ · Радефорд 38’ 88’ |

| Мађарска                                                                       | 5 : 3 (3 : 2) | Аустрија                       |
| ------------------------------------------------------------------------------ | ------------- | ------------------------------ |
| Калтенбрунер 3’ (а.г.) · Бела Кремпелш 17’ 59’ · Шлосер 44’ · Карољ Короди 70’ | Извештај      | Фишера 12’ 79’ · Студницка 23’ |

Састав репрезентације Мађарске на 15. утакмици
Пал Гили Голдбергер, Ђула Румболд, Ференц Чидер, Петер Фицере, Шандор Броди, Тивадат Горски, Бела Шебешћен, Јене Карољ, Карољ Короди, Имре Шлосер, Гашпар Борбаш
- Селектор: Ференц Штобе[2]

Састав репрезентације Мађарске на 16. утакмици
Ласло Домонкош, Јожеф Милер, Ђула Румболд, Петер Фицере, Шандор Броди, Иван Медђеши, Бела Шебешћен, Ференц Вајс, Карољ Короди, Имре Шлосер, Гашпар Борбаш
- Селектор: Ференц Штобе[3]

Састав репрезентације Мађарске на 17. утакмици
Ласло Домонкош, Ђула Румболд, Ференц Чидер, Петер Фицере, Шандор Броди, Ференц Шимон, Золтан Ронаи, Ференц Вајс, Карољ Короди, Имре Шлосер, Гашпар Борбаш
- Селектор: Ференц Штобе[4]

Састав репрезентације Мађарске на 18. утакмици
Ласло Домонкош, Ђула Румболд, Оскар Сендре, Ђула Биро, Шандор Броди, Антал Ваго, Бела Шебешћен, Бела Кремпелш, Карољ Короди, Имре Шлосер, Еден Молнар
- Селектор: Миндер[5]

## Играчи репрезентације
| Домаћин · 1908 | Гост · 1908 |

| - Јене Карољ - Имре Шлосер - Ђула Румболд - Шандор Броди - Гашпар Борбаш - Ференц Вајс - Ференц Штобе, селектор |